# Maranga Island
Maranga Island ist eine Insel im Wilhelm-Archipel vor der Westküste der Antarktischen Halbinsel. Sie ist die westlichste der Gruppe der Anagram Islands und liegt auf der Südseite der French Passage.
Das UK Antarctic Place-Names Committee benannte sie 1961 nach einem Anagramm aus „Anagram“.